# Scots Wha Hae
Scots Wha Hae (tiếng Anh: Scots, Who Have; tiếng Gael Scotland: Brosnachadh Bhruis), hay còn có tên khác là Robert Bruce's Address to His Troops at Bannockburn là một bài hát ái quốc của Scotland, viết bằng tiếng Scots. Trong một thời gian nó là quốc ca không chính thức của Scotland, và nó cũng là một ứng cử viên của quốc ca Scotland, tuy nhiên gần đây vai trò này đã được thay thế bởi bài Scotland the Brave và Flower of Scotland.
Lời bài hát được viết bởi nhà thơ Robert Burns vào năm 1793, lấy bối cảnh là lời hiệu triệu tướng sĩ của vua Robert I của Scotland trước trận Bannockburn năm 1314, một trận đánh quan trọng trong cuộc chiến chống lại ách đô hộ của Vương quốc Anh. Phần nhạc bài hát được lấy theo điệu nhạc 'Hey Tuttie Tatie', tương truyền là được chơi bởi quân đội Scotland trong trận Bannockburn và quân Pháp-Scotland trong Trận vây hãm Orleans.
Bài hát xuất hiện lần đầu trên tờ The Morning Chronicle, số ngày 8 tháng 5 năm 1794, được đăng khuyết danh.
Robert Burns nói rằng cảm hứng của bài hát này là cuộc đấu tranh anh hùng lãnh đạo bởi vua Robert I và các cuộc đấu tranh khác có bản chất tương tự. Bài Scot Wha Hae xuất hiện trong tuyển tập những bài nhạc khí của Scotland do George Thompson biên soạn năm 1799, tuy nhiên nó được hát theo giai điệu của bài Lewie Gordon và vì vậy Thompson đã yêu cầu Burns sửa lại lời bài hát cho phù hợp với điệu nhạc. Đến lần tái bản năm 1802, phần lời và nhạc nguyên thủy đã được khôi phục lại.
"Scot Wha Hae" là bài hát của Đảng Dân tộc Scotland và được hát vào dịp đại hội hàng năm của Đảng này.

## Lời bài hát
| :Nguyên ngữ tiếng Scotland:'Scots, wha hae wi Wallace bled,:Scots, wham Bruce has aften led,:Welcome tae yer gory bed,:Or tae victorie. | :Dịch sang tiếng Anh:'Scots, who have with Wallace bled,:Scots, whom Bruce has often led,:Welcome to your gory bed:Or to victory.        | :Dịch sang tiếng Gaeil vùng Scotland:Fheachd Alba, thug le Uallas buaidh,:'S tric fo Bhrus bha 'n cogadh cruaidh,:Fàilte dhuibh gu fois na h-uaigh,:No gu buaidh is sìth. |
| :'Now's the day, an now's the hour::See the front o battle lour,:See approach proud Edward's power -:Chains and Slaverie.               | :'Now is the day, and now is the hour::See the front of battle lower (threaten),:See approach proud Edward's power -:Chains and slavery. | :Seo an latha — an uair seo tha,:Feuch fo 'n cruaidh a-nuas mar sgàil,:Feachd na h-uaill fo Ionbhar dàn',:Dhèanamh thràillean dinn.                                       |
| :'Wha will be a traitor knave?:Wha will fill a coward's grave?:Wha sae base as be a slave?:Let him turn an flee.                        | :'Who will be a traitor knave?:Who will fill a coward's grave?:Who's so base as be a slave? -:Let him turn, and flee.                    | :Cò 'na shloightear, feallta, fuar?:Cò 'na ghealtar dh'iarradh uaigh?:Cò 'na thràill fo shail luchd-fuath?:Clis bi bhuam fhir-chlith.                                     |
| :'Wha, for Scotland's King và law,:Freedom's sword will strongly draw,:Freeman stand, or Freeman fa,:Let him on wi me.                  | :'Who for Scotland's King and Law:Freedom's sword will strongly draw,:Freeman stand or freeman fall,:Let him follow me.                  | :Cò às leth a Thìr, 's a Còir:Thairrneas stàillinn chruaidh 'na dhòrn?:Buaidh an àird, no bàs le glòir!:Lean a dheòin do Rìgh.                                            |
| :'By Oppression's woes and pains,:By your sons in servile chains!:We will drain our dearest veins,:But they shall be free.              | :'By oppression's woes and pains,:By your sons in servile chains,:We will drain our dearest veins:But they shall be free.                | :Air ar bruid fo shluagh neo-chaomh,:Air bhur n-àl an sàs san daors',:Tràighidh sinn ar fuil 's an raon,:Bheir sinn saors' d' ar linn.                                    |
| :'Lay the proud usurpers low,:Tyrants fall in every foe,:Liberty's in every blow! -:Let us do or dee.                                   | :'Lay the proud usurpers low,:Tyrants fall in every foe,:Liberty is in every blow,:Let us do or die!'                                    | :Sìos na coimhich bhorb gur bas!:Sreath gun ìochd - gach ceann thig 'bhàin,:Saorsa thig an lorg gach stràic.:Buaidh no bàs man till.                                      |